# Industries Qatar
Industries Qatar (arabisch صناعات قطر, DMG Ṣināʿāt Qaṭar) ist ein katarischer Mischkonzern mit Tochtergesellschaften in den Bereichen Petrochemie, Düngemittelherstellung und Stahlproduktion.
Das Unternehmen wurde 2003 gegründet und wird mehrheitlich (51 %) durch die staatliche Öl- und Gasgesellschaft Qatar Energy gehalten. Die restlichen Anteile werden an der Qatar Stock Exchange gehandelt. Die folgenden Unternehmen sind Teil des Konzerns:
- Qatar Petrochemical Company (QAPCO) (80 %)
- Qatar Fuel Additives Company Limited (QAFAC) (50 %)
- Qatar Fertiliser Company (QAFCO) (100 %)
- Qatar Steel Company (100 %)